# Sarah Diehl

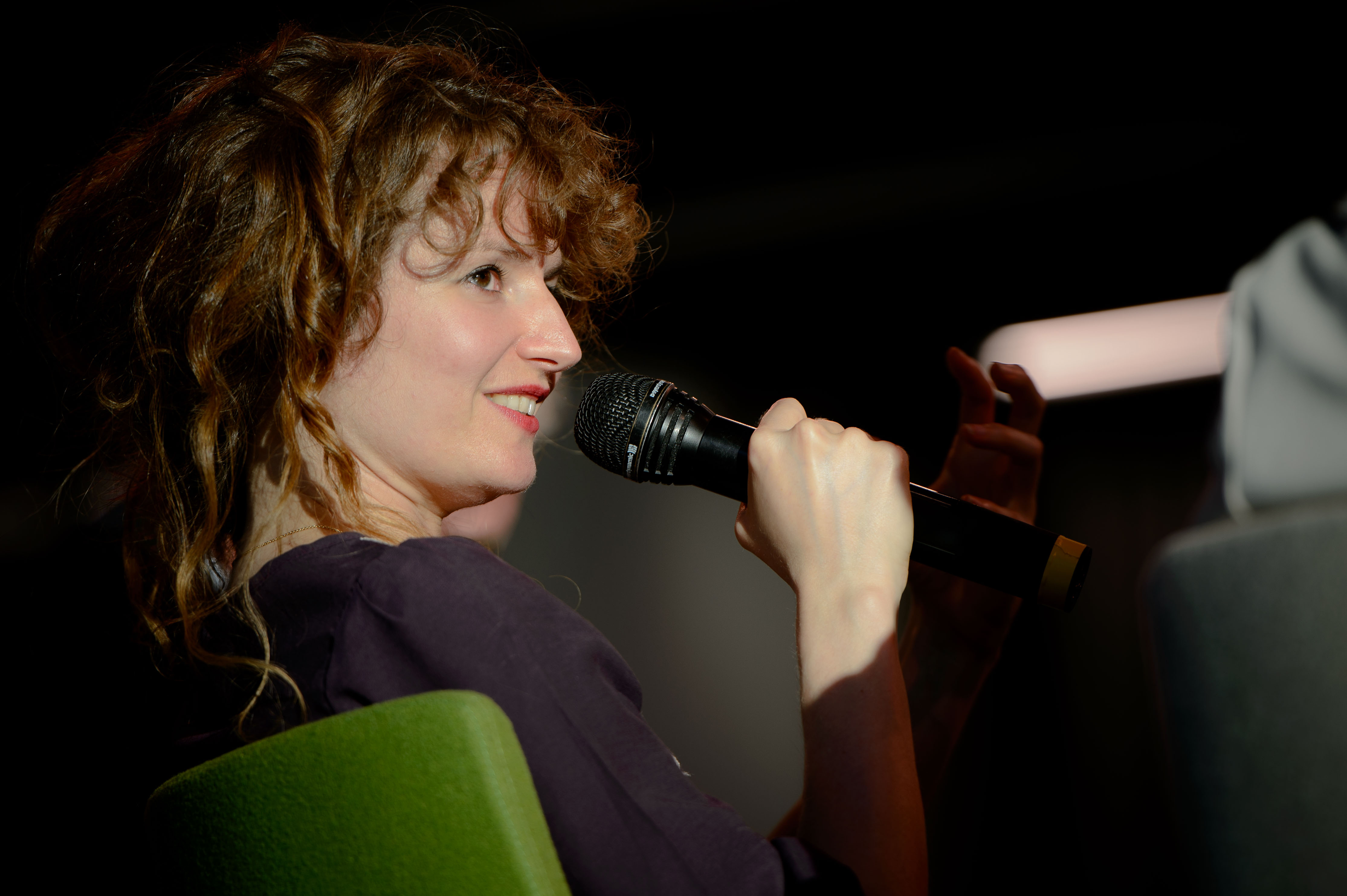
Sarah Diehl (2015)

Sarah Diehl (* 1978 in Bad Camberg-Erbach) ist eine deutsche Publizistin, Autorin, Kulturwissenschaftlerin und Dokumentarfilmemacherin zum Thema internationale reproduktive Rechte von Frauen.

## Leben
Diehl hat ein Diplom in Museologie sowie einen Magister in Afrikawissenschaften und Gender Studies. Im Verbrecher Verlag hat sie bei der Herausgabe verschiedener Anthologien (Kreuzbergbuch, Mittebuch und Neuköllnbuch) mitgearbeitet. Außerdem ist sie Herausgeberin von Brüste Kriegen (Verbrecher Verlag, 2004), eine Sammlung von Beiträgen, wie Mädchen lernen, mit körperlichen Veränderungen umzugehen. 2007 erschien im Alibri Verlag die von ihr herausgegebene Anthologie Deproduktion - Schwangerschaftsabbruch im internationalen Kontext; daneben schrieb sie Kurzgeschichten und journalistische Arbeiten in diversen Publikationen. Sarah Diehl lebt in Berlin.
2008 stellte Sarah Diehl ihren Dokumentarfilm Abortion Democracy - Poland/South Africa über die Veränderungen in den Abtreibungsgesetzen in Südafrika und Polen und deren Auswirkungen auf die Lebensrealität von Frauen fertig. Der Film erhielt 2009 beim XXIV. Black International Cinema Filmfestival in Berlin den Preis für den besten Film eines deutschen Filmemachers. Sie arbeitet an einem weiteren Dokumentarfilm Pregnant Journeys über Frauen, die sich in Europa, Afrika und Lateinamerika helfen, Zugang zu einem sicheren Schwangerschaftsabbruch zu bekommen.
Im September 2012 erschien ihr Debütroman Eskimo Limon 9, in dem sie die Geschichte einer israelischen Familie erzählt, die es aus beruflichen Gründen in die hessische Provinz verschlägt. 2014 erschien ihr Sachbuch Die Uhr, die nicht tickt, eine Analyse über gewollte Kinderlosigkeit von Frauen.
Sie ist Mitbegründerin von Ciocia Basia, einer Organisation von polnischen und deutschen Aktivistinnen. Sie helfen Frauen aus Polen, Schwangerschaftsabbrüche in Deutschland vornehmen zu lassen, da diese in Polen illegal sind.

## Werke
als Herausgeberin:
- Brüste kriegen. Geschichten und Bilder. Verbrecher Verlag, Berlin 2004, ISBN 978-3-935843-42-3[10].
- Deproduktion. Schwangerschaftsabbruch im internationalen Kontext. Alibri, Aschaffenburg 2007, ISBN 978-3-86569-016-6.

als Autorin:
- Eskimo Limon 9, Atrium Verlag, Zürich 2012, ISBN 3-85535-071-X
- Die Uhr, die nicht tickt, Arche Verlag, Zürich 2014, ISBN 978-3-7160-2720-2
- Die Freiheit, allein zu sein: Eine Ermutigung, Arche Literatur Verlag, Zürich 2022, ISBN 978-3-7160-2800-1.[11]

als Publizistin:
- Ich möchte keine Kinder - bitte akzeptiert das! (Brigitte)[12]

als Dokumentarfilmerin:
- Abortion Democracy - Poland/South Africa, Deutschland 2008